# Kannik
Kannik eller korherre er en betegnelse, som oprindeligt blev brugt om alle gejstlige beskæftiget i et bispedømme undtagen ordenspræster og kapellaner. Siden gik det over til alene at være anvendt om præster knyttet til en domkirke eller en kollegiatkirke.
Regulære kannikker er bundet til det sted, hvor de gør tjeneste og skal leve i fællesskab omtrent som munke. Sekulære kannikker lever som vanlige præster.
Domkapitlerne fik efterhånden store indkomster og kannikkerne, dvs. de sekulære kannikker, blev i middelalderen og senmiddelalderen aflønnet med et prebende, dvs. indkomsten af en specificeret del af kirkegodset, der ofte var betydelig. Dette gjorde dem økonomisk uafhængige af biskoppen. Kannikkerne havde også mange rettigheder i kirkestyret, herunder retten til at vælge biskop, ofte valgt fra deres egen midte. Fra 1100 udviklede sådanne positioner sig til en attraktiv karriere for de yngre sønner af adelen. Titlen eksisterede i Danmark og Norge til efter Reformationen.
Titlen er i dag særlig brugt i den katolske kirke og den engelske kirke.

## Regulære og sekulære
De regulære kannikker lever under klostertugt fx efter Sankt Augustins Regel.
De sekulære kannikker har egen bolig "ude i byen", og de "går på arbejde" i domkirken. I middelalderen og senmiddelalderen stiftede de ofte også familie.

## Domherrer og domfruer
De kannikker, der ikke er præsteviede, betragtes som diakoner. 
Da kannikker ofte gør tjeneste i en domkirke, kaldes de også domherrer og domfruer. Den alternative betegnelse er korherrer og korfruer. Dette gælder både for præster og diakoner.